# Kannadygowie
Kannadygowie (kannada ಕನ್ನಡಿಗ) – naród zamieszkujący głównie Karnatakę i inne sąsiadujące stany, takie jak: Andhra Pradesh, Tamil Nadu, Kerala, Goa i Maharashtra w Indiach, posługujący się językiem kannada. Należą do ludu Drawidów. Populacja Kannadygów liczy sobie około 60 mln osób.
Wielu Kannadygów wyemigrowało do krajów takich jak: Stany Zjednoczone Ameryki, Wielka Brytania, Australia, Zjednoczone Emiraty Arabskie, w poszukiwaniu lepszych warunków bytu.